# Moritz Malcharek
Moritz Malcharek (Berlino, 29 luglio 1997) è un pistard e ciclista su strada tedesco che corre per il team Maloja Pushbikers. Nel 2022 ha vinto la medaglia d'argento nello scratch ai campionati europei su pista.

## Palmarès

### Pista
- 2015

Campionati tedeschi, Americana Junior (con Moritz Augenstein)
- 2017

Sei giorni di Brema, Under-23 (con Moritz Augenstein)
- 2018

3-Bahnen Tournee Singen, Corsa a punti
1ª prova Coppa del mondo 2018-2019, Corsa a punti (Saint-Quentin-en-Yvelines)
Track Cycling Challenge, Americana (con Roger Kluge)
- 2019

Campionati europei, Scratch Under-23
Dudenhofen Sprint Meeting, Omnium
- 2021

2ª prova Coppa delle Nazioni, Americana (Hong Kong, con Theo Reinhardt)
- 2022

Grand Prix Framar, Scratch
Grand Prix Framar, Corsa a punti
Grand Prix Framar, Omnium
Grand Prix Dutarec, Omnium
- 2023

500+1 Kolo, Corsa a punti
Dudenhofen Sprint Meeting, Americana (con Moritz Augenstein)

### Strada
- 2016 (RSV Werner Otto, una vittoria)

5ª tappa Oderrundfahrt (Wuhden > Wuhden)
- 2019 (LKT Team Brandenburg, tre vittorie)

1ª tappa Tour of America's Dairyland (Kenosha)
9ª tappa Tour of America's Dairyland (Bay View)
11ª tappa Tour of America's Dairyland (Wauwatosa)

#### Altri successi
- 2014 (Juniores)

3ª tappa, 1ª semitappa Sint-Martinusprijs Kontich (Kontich, cronosquadre)

## Piazzamenti

### Competizioni mondiali
- Campionati del mondo su pista

Astana 2015 - Inseguimento a squadre Junior: 4º
Astana 2015 - Americana Junior: 10º
Pruszków 2019 - Omnium: 16º
Berlino 2020 - Corsa a punti: 13º
St. Quentin-en-Yv. 2022 - Scratch: 16º

### Competizioni europee
- Campionati europei su pista

Saint-Quentin-en-Yvelines 2016 - Scratch: 12º
Anadia 2017 - Scratch Under-23: 11º
Anadia 2017 - Corsa a punti Under-23: 6º
Anadia 2017 - Americana Under-23: 6º
Aigle 2018 - Inseguimento a squadre Under-23: 7º
Aigle 2018 - Omnium Under-23: 2º
Aigle 2018 - Americana Under-23: 7º
Gand 2019 - Scratch Under-23: vincitore
Gand 2019 - Omnium Under-23: 3º
Gand 2019 - Americana Under-23: 7º
Monaco di Baviera 2022 - Scratch: 2º
Monaco di Baviera 2022 - Omnium: 9º